# Estela d'Ankefenkonsu
L'Estela d Ankefenkonsu (Ankhefenkhonsu) és una estela descoberta al 1858 durant unes excavacions arqueològiques al temple mortuori de sacerdots de Menthu a Deir el-Bahari, per Auguste Mariette. Estava dedicada al sacerdot Ankefenkonsu. Va aparéixer a prop de dos sarcòfags i es calcula que fou realitzada entre 680 aC i 670 aC, en el període final de la XXV dinastia egípcia o a la primeria de la XXVI dinastia: és un exemple típic de la fi del Tercer Període Intermedi de Tebes.